# Csilla Auth
Csilla Auth (ur. 28 kwietnia 1972 w Budapeszcie) – węgierska piosenkarka.

## Życiorys
Jest córką lekarki (Boglárka Balázs) oraz pianisty i kompozytora (Ede Auth). Zainteresowanie muzyką przejawiała już w młodości, kiedy rozpoczęła naukę śpiewu i gry na fortepianie. W latach 90. pracowała dla Radia Calypso oraz jako muzyk wspierający i wokalistka wspierająca podczas występów na żywo dla różnych artystów węgierskich. Jako solistka zadebiutowała w 1998 roku albumem Egy elfelejtett szó, który uzyskał status złotej płyty (25 tys. sprzedanych kopii na Węgrzech). Album zawiera jej najbardziej udany utwór, Féltelek, duet z Péterem Szolnoki, pierwotnie wykonany przez grupę Color. W 2002 roku Csilla Auth zadebiutowała na scenie teatralnej, wcielając się w postać Sally Bowles w musicalu Cabaret w Teatrze Évy Ruttkai w Budapeszcie. Na swoim koncie ma również role dubbingowe, jest m.in. węgierskim głosem Mulan.

## Dyskografia
Albumy
- 1998 – Egy elfelejtett szó
- 2000 – Minden rendben
- 2003 – A szerelem az esetem
- 2009 – Nekem így...

Single
- 1997 – Különös szilveszter
- 1997 – Vigyél el
- 1998 – El kell, hogy engedj
- 1999 – Féltelek (z Péterem Szolnoki)
- 1999 – A dal a miénk
- 2000 – 8-tól fél 6-ig
- 2000 – Költözés
- 2000 – Jól vagyok és pont
- 2001 – Nem akarok túl sokat kérni
- 2003 – Érzés